# Drepanopterula limaria
Drepanopterula limaria är en fjärilsart som beskrevs av Pierre Chrétien. Drepanopterula limaria ingår i släktet Drepanopterula och familjen mätare. Inga underarter finns listade i Catalogue of Life.